# Plateau de Gergovie
Plateau de Gergovie – płaskowyż w środkowej Francji, w Owernii, w departamencie Puy-de-Dôme.
Jest położony na wysokości 744 m n.p.m.
Domniemane miejsce bitwy pod Gergowią pomiędzy armią rzymską dowodzoną przez prokonsula Gajusza Juliusza Cezara, a armią galijską pod wodzą Wercyngetoryksa w 52 roku p.n.e.